# Norky's
Norky's es una cadena de restaurantes de comida rápida, especializada en pollos a la brasa. Fundada en 1976, es la cadena de pollerías más grande del Perú, concentra más del 20% del mercado peruano de su sector.
Según datos de Euromonitor International, tuvo una facturación de US$260 millones al 2019. Aparte de Lima, también tiene tiendas en Chiclayo, Trujillo, Ica, Arequipa y Huancayo, teniendo un total de 146 establecimientos a nivel nacional.
También tiene 4 locales en Chile, todos ellos en Santiago de Chile.

## Historia
Fue fundada en septiembre de 1976 por la familia Tamashiro, emigrantes japoneses, su primer restaurante abrió en el distrito de Lima, ubicándose en la avenida Abancay 648. El cual atiende hasta la actualidad. Su eslogan fue: “Pionero en brindar un sabor inigualable en pollos”.
Es considerado junto con Roky's, la pollería más conocida en el Perú, con diversos locales en el país.